# Pensacola - vingar av guld
Pensacola - vingar av guld (originaltitel: Pensacola: Wings of Gold) är en amerikansk TV-serie i genren actiondrama som producerades mellan 1997 och 2000, för syndikering, i sammanlagt 3 säsonger och 66 avsnitt. 
James Brolin spelar huvudrollen samt var även verkställande producent.

## Synopsis
Serien utspelar sig i en enhet (VMFAT-107) inom USA:s marinkår baserad på Naval Air Station Pensacola i Florida. Enhetn inkluderar både stridspiloter för F/A-18 Hornet samt UH-1 Iroquois inom marinkåren.

## Rollista
| James Brolin       | – Överstelöjtnant Bill "Raider" Kelly (samtliga säsonger)        |
| Kristanna Loken    | – Janine Kelly, överstelöjtant Kellys dotter (säsong 1)          |
| Kathryn Morris     | – Kapten Annalisa "Stinger" Lindstrom (säsong 1)                 |
| Rodney Rowland     | – Kapten Bobby "Chaser" Griffin (säsong 1)                       |
| Rodney Van Johnson | – Kapten Wendell "Cipher" McCray (säsong 1)                      |
| Salvator Xuereb    | – Kapten A.J. "Buddha" Conaway (säsong 1)                        |
| Brynn Thayer       | – Överste Rebecca Hodges, överstelöjtnant Kellys chef (säsong 1) |
| Bobby Hosea        | – Major MacArthur "Hammer" Lewis, Jr. (säsong 2 & 3)             |
| Michael Trucco     | – Kapten Tucker "Spoon" Henry III (säsong 2 & 3)                 |
| Sandra Hess        | – Kapten Alexandra "Ice" Jensen (säsong 2 & 3)                   |
| Kenny Johnson      | – Kapten Butch "Burner" Barnes (säsong 2 & 3)                    |
| Barbara Niven      | – Kate Anderson, bartender (säsong 2 & 3)                        |

## Om serien
Serien är i själva verket inspelad i San Diego County i Kalifornien, inklusive vid Marine Corps Air Station Miramar.

## Visning i Sverige
Serien visades i Sverige på TV4 med start 26 september 1999.